# Рогожники (Нижегородская область)
 Рогожники  — опустевшая деревня в Шарангском районе Нижегородской области в составе  Кушнурского сельсовета .

## География
Расположена на расстоянии примерно 22 км на юг-юго-восток от районного центра посёлка Шаранга.

## История
Известна была с 1891 года как починок Рогожниковский, в 1905 дворов 36 и жителей 219, в 1926 (село Рогожники) 52 и 286, в 1950 (деревня Рогожниковский) 54 и 184.

## Население
Постоянное население составляло 21 человек (русские 90%) в 2002 году, 0 в 2010.